# پارک هیو جون
پارک هیو جون (کره‌ای: 박효준؛ زادهٔ ۱۲ ژوئن ۱۹۸۰) بازیگر اهل کره جنوبی است.

## فیلم‌شناسی

### فیلم
- وینترینگ (فیلم کوتاه، ۲۰۰۳)
- دوست معلم من (۲۰۰۳)
- روزی روزگاری در یک دبیرستان (۲۰۰۴)
- عشق خیلی الهی (۲۰۰۴)
- دوقلوها (۲۰۰۵)
- پرنسس آرورا (۲۰۰۵)
- من و دخترم (۲۰۰۵)
- افسانه هفت کاتر (۲۰۰۶)
- یک کارناوال کثیف (۲۰۰۶)
- به آقا، با عشق (۲۰۰۶)
- بانک اتک (۲۰۰۷)
- یک داستان روح (۲۰۰۸)
- کجا می‌ری؟ (۲۰۰۹)
- کاملیا «عشق برای فروش» (۲۰۱۰)
- عقاب سیاه (۲۰۱۲)
- خانواده قرمز (۲۰۱۳)
- آقای پرفکت (۲۰۱۴)
- سنگ (۲۰۱۴)
- خط شمالی (۲۰۱۵)

### مجموعه تلویزیونی
- جانگ گیل سان (اس‌بی‌اس، ۲۰۰۴)
- سلام معلم من (اس‌بی‌اس، ۲۰۰۵)
- لاو هولیک (کی‌بی‌اس۲، ۲۰۰۵)
- گرگ و میش (ام‌بی‌سی، ۲۰۰۷)
- زنی که هنوز قصد ازدواج دارد (ام‌بی‌سی، ۲۰۱۰)
- خانه طلایی (تی‌وی‌ان، ۲۰۱۰)
- دروغ به من (اس‌بی‌اس، ۲۰۱۱)
- دادستان خون‌آشام (اوسی‌ان، ۲۰۱۱)
- افتخار جین (کی‌بی‌اس۲، ۲۰۱۱)
- پسر سبزی فروش (چنل ای، ۲۰۱۱)
- مرد استوایی (کی‌بی‌اس۲، ۲۰۱۲)
- شانس جی وون سو (تی‌وی چوسان، ۲۰۱۲)
- درام ویژه «محل زندگی نو سوک جا» (کی‌بی‌اس۲، ۲۰۱۲)
- برج آبی (تی‌وی‌ان، ۲۰۱۳) (بازیگر مهمان، قسمت ۱۱)
- غریبه (اس‌بی‌اس، ۲۰۱۳)
- می‌تونیم دوباره عاشق شیم؟ (جی‌تی‌بی‌سی، ۲۰۱۴)
- نسل الهام بخش (کی‌بی‌اس۲، ۲۰۱۴)
- مرد بزرگ (کی‌بی‌اس۲، ۲۰۱۴)
- پسران بد (اوسی‌ان، ۲۰۱۴)
- کارآگاه خون‌آشام (اوسی‌ان، ۲۰۱۶) (بازیگر مهمان، قسمت ۳)

### ورایتی شو
- جزیره گنج (ام‌بی‌ان، ۲۰۱۳)
- ورلد چلنج - شروع کنیم (اس‌بی‌اس، ۲۰۱۳)
- استار فیس‌آف (اس‌بی‌اس، ۲۰۱۴)

## تئاتر
- زمان جادو (۲۰۰۷)
- هملت
- مردان و عروسک‌ها

## ترانه‌شناسی
- Yes Man (اجرای دونفره با بک بونگ کی) (تک‌آهنگ، ۲۰۱۳)[۶]